# Едріан Пасдар
Едріан Кейван Пасдар (англ. Adrian Pasdar; нар. 30 квітня 1965, Піттсфілд, Массачусетс) — американський актор, кінорежисер і музикант. Здобув популярність завдяки ролям у фільмах «Майже повна темрява» і «Зовсім як жінка», а також ролі Нейтана Петреллі в серіалі «Герої» і Гленна Телбота в серіалі «Агенти Щ.И.Т.».

## Ранні роки
Едріан Пасдар народився в Піттсфілді, Массачусетс. Його батько, Гомаюн Пасдар, був мігрантом з Ірана, працював кардіохірургом недалеко від Філадельфії. Його мати, Розмарин (до шлюбу Сбережни) народилася в Кенігсберг, Німеччина. Працювала нянею, потім - викладачем англійської мови і турагентом у Франції.
Пасдар закінчив школу Марпл Ньютаун (Marple Newtown Senior High School) в Неттаун Сквер, Пенсільванія, а потім отримав запрошення від Університету Флориди виступати в команді з американського футболу в якості лейнбекера. Будучи студентом першого курсу, зазнав серйозних пошкоджень в автокатастрофі. У цьому нещасному випадку були сильно пошкоджені ноги і обличчя, а сам Едріан залишився на кілька місяців в інвалідному кріслі. Для того щоб закінчити перший рік навчання, був змушений пройти курс інтенсивної фізіотерапії.

## Кар'єра
В університеті Едріан почав цікавитися театральними постановками, роботою акторів, сам писав сценарії. Так як він більше не міг грати в американський футбол, Едріан кинув університет і повернувся додому, де знайшов роботу в професійному театрі People's Light and Theatre Company. Працював в команді освітлювачів і декораторів. На одній з постановок з ним стався нещасний випадок, в якому він втратив частину великого пальця лівої руки. Медична компенсація дозволила йому оплатити вступ до театрального інституту Лі Страсберга у Нью-Йорку.
У віці 19 років Едріан проходить прослуховування на роль у фільмі «Найкращий стрілець». Режисер фільму Тоні Скотт був так захоплений його грою, що написав роль Чіппера спеціально для нього. Надалі грав в таких фільмах як «Діти сонця» (1986), «Вулиці з золота» (1986), і культовому фільмі Кетрін Біґелоу про вампірів «Майже повна темрява» (1987), в якому Едріан Пасдар зіграв головну роль Кайлеба Колтона. З інших важливих ролей можна відзначити його роботу у фільмі «Знаки життя» (1990). Однак справжній прорив у своїй кар'єрі Едріан зробив, коли знявся з актрисою Джулі Волтерс в британському фільмі «Зовсім як жінка».
У 1992 році він покинув Голлівуд і повернувся в Нью-Йорк, де почав працювати касиром, однак при цьому продовжив зніматися в епізодах і грати другорядні ролі, таких як роль Френкі в фільмі Брайана Де Пальми «Шлях Карліто» (1993).
Продюсерський і режисерський дебют Пасдар відбувся в артхаусном неонуар «Цемент» (1999), який був сучасною інтерпретацією п'єси «Отелло». Фільм отримав нагороду на міжнародному фестивалі в Х'юстон е як кращий фільм (2000). На виробництво фільму було витрачено 1,7 млн. Доларів, в ньому знялися такі актори як Кріс Пенн, Джеффрі Райт, Шерілін Фенн, Генрі Черні, а сценаристом виступив творець телесеріалу «На краю Всесвіту» Джастін Монджой.
Пізніше Пасдар зізнавався:

«Для створення "Цементу" я використовував кожну краплю своєї енергії і кожен цент».

У 2000 році актор був обраний на другорядну роль поліцейського офіцера у відеокліпі групи Dixie Chicks до пісні «Прощайте, граф!» («Goodbye Earl»). Кліп завоював нагороду Академії кантрі-музики і Асоціації кантрі-музики як краще відео 2000 року.

## Особисте життя
З 2000 по 2017 роки був одружений з солісткою кантрі тріо Dixie Chicks Наталі Менсі. У шлюбі народилося 2 синів: Джексон Слейд Пасдар (15.03.2001) та Бекет Фін Пасдар (14.07.2004).

## Фільмографія
| Рік       |    | Українська назва                                   | Оригінальна назва                          | Роль                                                 |
| --------- | -- | -------------------------------------------------- | ------------------------------------------ | ---------------------------------------------------- |
| 1986      | ф  | Найкращий стрілець                                 | Top Gun                                    | чіппер                                               |
| 1986      | ф  | Вулиці з золота                                    | Streets of Gold                            | Тіммі Бойл                                           |
| 1986      | ф  | Діти сонця                                         | Solarbabies                                | Дарстар                                              |
| 1987      | ф  | Зроблено в США                                     | Made in USA                                | Дар                                                  |
| 1987      | ф  | Майже стемніло                                     | Near Dark                                  | Кайлеб Колтон                                        |
| 1989      | ф  | —                                                  | Big Time                                   | Пол                                                  |
| 1989      | ф  | Плюшка                                             | Cookie                                     | Віто                                                 |
| 1990      | ф  | Знаки життя                                        | Vital Signs                                | Майкл Четем                                          |
| 1990      | ф  | роздирається на частини                            | Torn Apart                                 | Бен Арнон                                            |
| 1990      | ф  | Зниклий Капоне                                     | The Lost Capone                            | Річард Харт / Джиммі Капоне                          |
| 1991      | ф  | Шанхай. Двадцяті роки                              | Shang Hai yi jiu er ling                   | Доусон Коул                                          |
| 1991      | ф  | Острів Гренд-Айл                                   | Grand Isle                                 | Роберт Лебрюн                                        |
| 1992      | ф  | Зовсім як жінка                                    | Just Like A Woman                          | Джеральд Тілсон / Джеральдін                         |
| 1993      | ф  | Примарна бригада                                   | Grey Knight                                | капітан Джон Харлінг                                 |
| 1993      | ф  | Шлях Карліто                                       | Carlito's Way                              | Френкі                                               |
| 1994      | ф  | Постіль диявола                                    | Shadows of Desire                          | Джуд Сноу                                            |
| 1994      | с  | Великі вистави                                     | Great Performances                         | Джордж                                               |
| 1994      | ф  | Останній разочок                                   | The Last Good Time                         | Едді                                                 |
| 1995      | ф  | Подарунок матері                                   | A Mother's Gift                            | Вільям Діл                                           |
| 1995      | ф  | Примхи любові                                      | The Pompatus of Love                       | Джош                                                 |
| 1995      | ф  | Раб снів                                           | Slave Of Dreams                            | Йосип                                                |
| 1996—1997 | с  | Профіт                                             | Profit                                     | Джим Профіт                                          |
| 1997      | ф  | Дотик зла                                          | Touched by Evil                            | Джеррі Браскін                                       |
| 1997      | с  | —                                                  | Feds                                       | Сі Олівер Рісор                                      |
| 1997      | ф  | Рана                                               | Wounded                                    | Хенаган                                              |
| 1997      | ф  | Братський поцілунок                                | A Brother's Kiss                           | наркоша                                              |
| 1997      | ф  | Любов в іншому місті                               | Love in Another Town                       | Джейк Кантрелл                                       |
| 1997      | мф | Будинок Франкенштейна                              | House of Frankenstein                      | детектив Вернон Койл                                 |
| 1997      | ф  | —                                                  | Ties to Rachel                             | боксер                                               |
| 1998      | ф  | Ідеальна втеча                                     | The Perfect Getaway                        | Кольт Еріксон                                        |
| 1998      | с  | За межею можливого                                 | The Outer Limits                           | Таннер Брукс                                         |
| 1998      | с  | Дотик ангела                                       | Touched by an Angel                        | Едвард Таннер                                        |
| 1999      | ф  | Заколот                                            | Mutiny                                     | лейтенант Маравіч                                    |
| 1999      | ф  | —                                                  | Desert Son                                 | водій                                                |
| 1999      | ф  | Великий день                                       | The Big Day                                | Тім                                                  |
| 2000—2002 | с  | Таємничі шляхи                                     | Mysterious Ways                            | Деклан Данн                                          |
| 2002      | ф  | Переступити межу                                   | Crossing the Line                          | Ерік Харрісон                                        |
| 2002      | с  | Сутінкова зона                                     | The Twilight Zone                          | Ендрю Ломакс                                         |
| 2003      | ф  | Старі леви                                         | Secondhand Lions                           | продавець                                            |
| 2003      | ф  | —                                                  | A Screwball Homicide                       | Нік Беннетт                                          |
| 2003—2005 | с  | Справедлива Емі                                    | Справедлива Емі                            | Девід Макларен                                       |
| 2005      | с  | Відчайдушні домогосподарки                         | Desperate Housewives                       | Девід Бредлі                                         |
| 2006—2010 | с  | Герої                                              | Heroes                                     | Нейтан Петреллі                                      |
| 2008      | ф  | Домашнє кіно                                       | Home Movie                                 | Девід По                                             |
| 2009      | мс | Супергеройський загін                              | The Super Hero Squad Show                  | Соколине Око                                         |
| 2010      | мс | Чорна Пантера                                      | Black Panther                              | Капітан Америка                                      |
| 2010      | мс | Залізна людина                                     | Iron Man                                   | Тоні Старк / Залізна людина                          |
| 2010—2011 | мс | Марвел Аніме                                       | Marvel Anime                               | Тоні Старк / Залізна людина                          |
| 2011      | с  | Касл                                               | Castle                                     | агент внутрішньої безпеки Марк Феллон                |
| 2011      | с  | Закон і порядок: Злочинний намір                   | Law & Order: Criminal Intent               | Мейсон Кент                                          |
| 2011      | ф  | Жах з надр                                         | The Terror Beneath                         | Джек                                                 |
| 2011—2012 | мс | Молода Ліга справедливості                         | Young Justice                              | Г'юго Стрейндж, національний гвардієць, коп з Чикаго |
| 2011—2013 | с  | Гра в брехню                                       | The Lying Game                             | Алек Райбек                                          |
| 2012      | ф  | Переслідуючи лепреконів                            | Chasing Leprechauns                        | Майкл Гарретт                                        |
| 2012      | с  | Політикани                                         | Political Animals                          | президент Пол Гарсетті                               |
| 2012      | ф  | 40                                                 | 40                                         |                                                      |
| 2012—2017 | мс | Людина-павук. Щоденник супергероя                  | Ultimate Spider-Man                        | Тоні Старк / Залізна людина                          |
| 2013      | с  | Чорна мітка                                        | Burn Notice                                | Берк                                                 |
| 2013      | ф  | Біжи                                               | Run                                        | Майк Ломбарді                                        |
| 2013      | мс | Фінеас і Ферб                                      | Phineas and Ferb                           | Тоні Старк / Залізна людина                          |
| 2013      | мс | LEGO Супергерої Marvel: Максимальне перевантаження | Lego Marvel Super Heroes: Maximum Overload | Тоні Старк / Залізна людина                          |
| 2013—2015 | мс | Халк і агенти У.Д.А.Р.                             | Hulk and the Agents of S.M.A.S.H.          | Залізна людина                                       |
| 2013—2017 | мс | Месники, загальний збір!                           | Avengers Assemble                          | Тоні Старк / Залізна людина, Силач Бруто             |
| 2014      | ф  | Після                                              | The After                                  | Уейд                                                 |
| 2014—2018 | с  | Агенти Щ.И.Т.                                      | Agents of S.H.I.E.L.D.                     | Гленн Телбот                                         |
| 2015      | с  | Роузвуд                                            | Rosewood                                   | доктор Дерек Фостер                                  |
| 2015      | ф  | Пробираючись крізь жито                            | Coming Through the Rye                     | містер Тірні                                         |
| 2015      | ф  | —                                                  | Kingmakers                                 | сенатор Адам Уолден                                  |
| 2015—2016 | мс | Трансформери: Роботи під Прикриттям                | Transformers: Robots in disguise           | Мікронус Прайм                                       |
| 2016—2017 | с  | Колонія                                            | Colony                                     | Нолан Берджесс                                       |
| 2016—2017 | мс | Закон Майла Мерфі                                  | Milo Murphy's Law                          | містер Чейз                                          |
| 2017      | ф  | —                                                  | Double Take                                | Джон Діеб                                            |
| 2017      | с  | Смертельна зброя                                   | Lethal Weapon                              | Ден Купер                                            |
| 2017      | с  | Супердівчина                                       | Supergirl                                  | Морган Едж                                           |
| 2023      | ф  | Проєкт Джорджтаун                                  | The Georgetown Project                     | Том                                                  |